# Holtermann (svensk släkt)

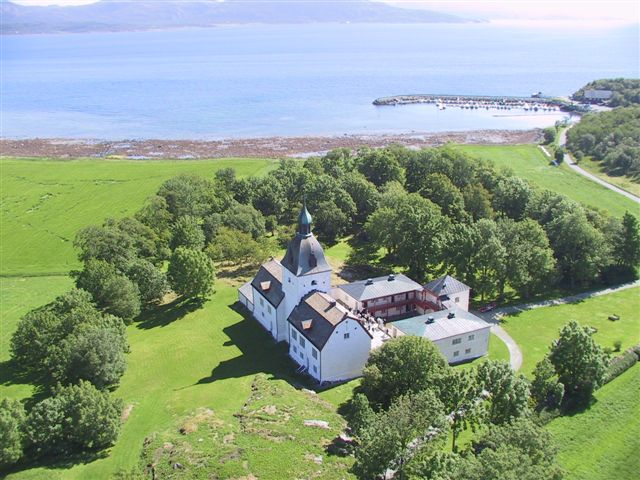
Austråttborgen var åren 1760-1873 i släkten Holtermanns ägo.

Holtermann är en norsk och svensk släkt som ursprungligen kom från västra Hannover, där den ännu återfinns med samma namn. På 1600-talet flyttade medlemmar till Norge, men idag kan inga band mellan den tyska och den norska släkten påvisas. Den förste med efternamnet Holtermann i Norge var Henrich Holtermann (1650-1730). Han var son till Coert Holtermann i Rotenburg (Wümme). År 1673 kom han till Bergen och erhöll burskap där. Han gifte sig med Anna Carstensdatter Bagge och från dem stammar både den bergensiska och den nordanfjällska släktgrenen. Släkten ägde Austråttborgen i 113 år. Borgen har sedan 1000-talet bebotts av flera personer som spelat en viktig roll i norsk historia. Till Sverige kom släkten på 1800-talet.

## Personer tillhörande den svenska grenen av släkten Holtermann
- Hans Henriksen Holtermann (1709–1781), norsk affärsman och markägare
- Oscar Holtermann (1859–1932), kabinettskammarherre
- Reinhold Holtermann (1899–1960), konstnär (målare och tecknare)
- Carl Fredrik Holtermann (född 1965), författare och konstnär